# Ptilanthura
Ptilanthura es un género de isópodos de la familia Anthuridae.

## Especies
- Ptilanthura colpos Kensley, 1996
- Ptilanthura tenuis Harger, 1878